# Ланьё
Ланьё (фр. Lagnieu) — коммуна во Франции, находится в регионе Рона — Альпы. Департамент — Эн. Административный центр кантона Ланьё. Округ коммуны — Белле.
Код INSEE коммуны — 01202.

## География
Коммуна расположена приблизительно в 400 км к юго-востоку от Парижа, в 45 км восточнее Лиона, в 35 км к югу от Бурк-ан-Бреса.
На юго-востоке коммуны протекает река Рона.

## Климат
Климат полуконтинентальный с холодной зимой и тёплым летом. Дожди бывают нечасто, в основном летом.

## Население
Население коммуны на 2010 год составляло 6756 человек.
| 1962 | 1968 | 1975 | 1982 | 1990 | 1999 | 2010 |
| ---- | ---- | ---- | ---- | ---- | ---- | ---- |
| 3082 | 4159 | 5208 | 5594 | 5686 | 5882 | 6756 |

## Администрация
| Период | Период | Фамилия              | Партия | Примечания                               |
| ------ | ------ | -------------------- | --- | ---------------------------------------- |
| 1953   | 1963   | Эжен Жакье           | Радикальная партия |                                          |
| 1963   | 1995   | Ги де Ла-Верпийер    | Независимые республиканцы → Союз за французскую демократию-Республиканская партия                                     | депутат (1967—1980), сенатор (1980—1989) |
| 1995   | 2004   | Шарль де Ла-Верпийер | Союз за французскую демократию-Республиканская партия → Либерально-демократическая партия → Союз за народное движение |                                          |
| 2004   | 2014   | Андре Муанжон        | Союз за народное движение                                                                                             |                                          |

## Экономика
В 2010 году среди 4313 человек трудоспособного возраста (15—64 лет) 3184 были экономически активными, 1129 — неактивными (показатель активности — 73,8 %, в 1999 году было 70,5 %). Из 3184 активных жителей работали 2858 человек (1540 мужчин и 1318 женщин), безработных было 326 (127 мужчин и 199 женщин). Среди 1129 неактивных 354 человека были учениками или студентами, 410 — пенсионерами, 365 были неактивными по другим причинам.

## Достопримечательности
- Замок Монферран[фр.] (1471 год). Исторический памятник с 1990 года[4]

## Фотогалерея

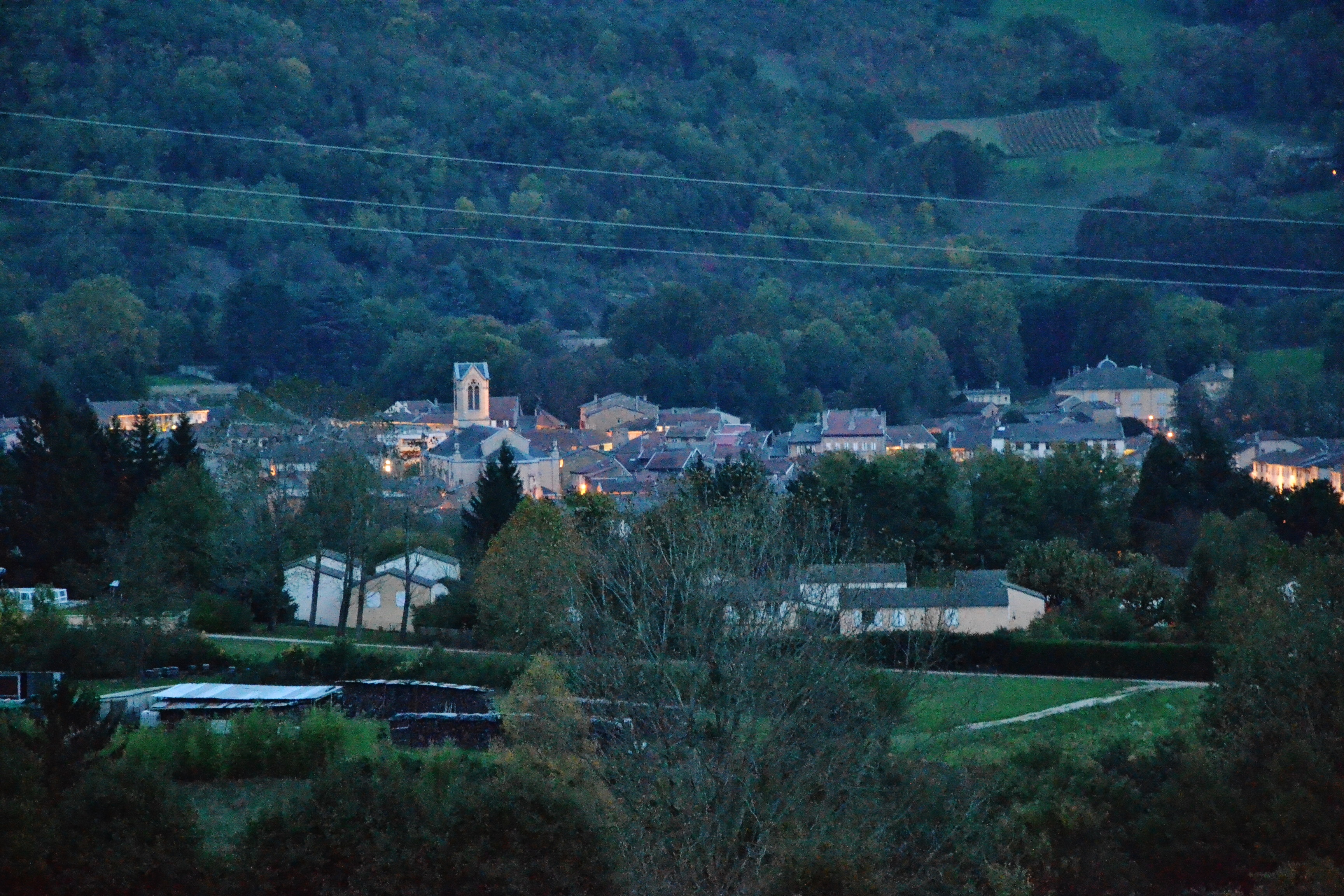
Ланьё
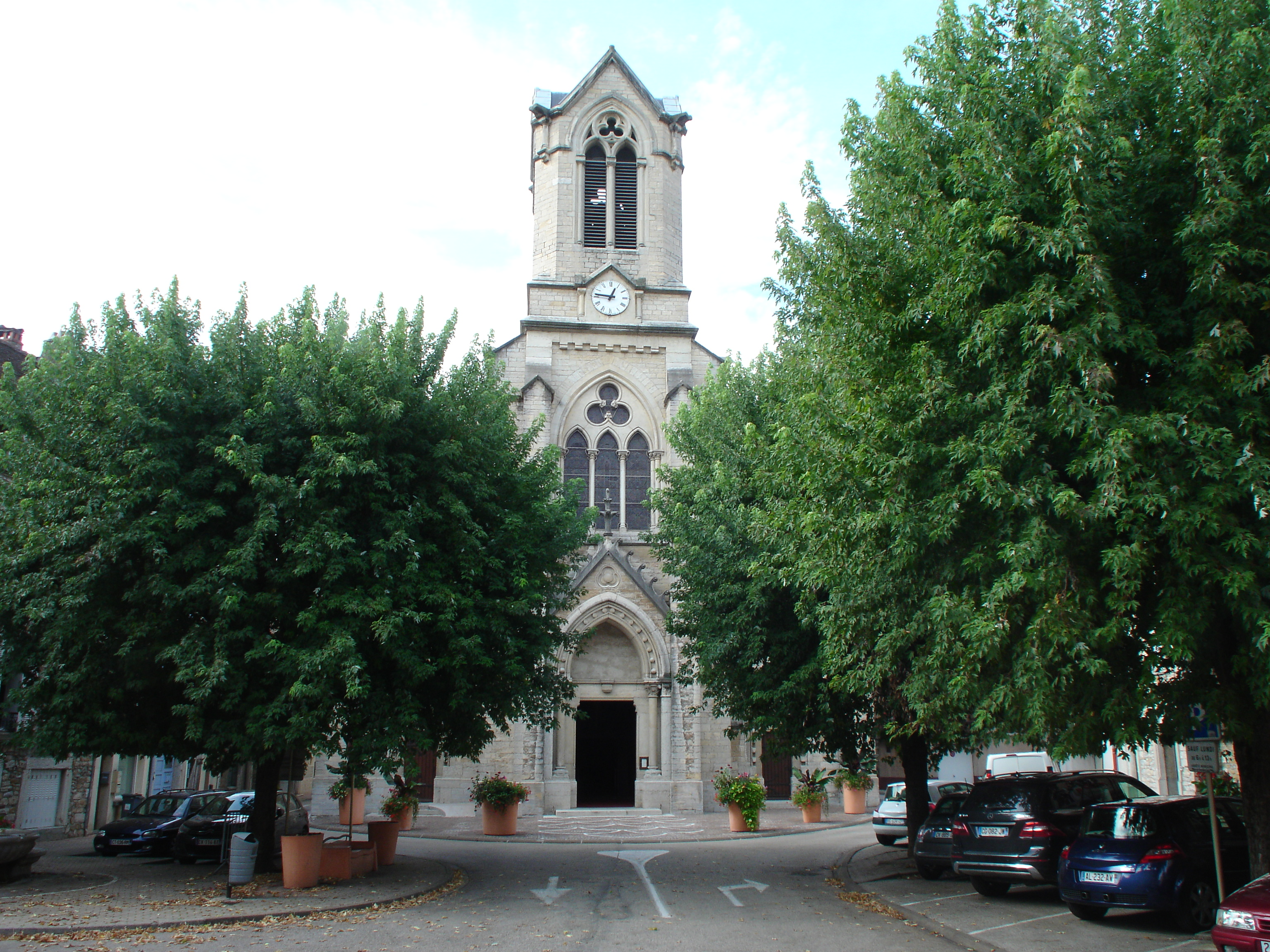
Церковь Св. Иоанна Крестителя
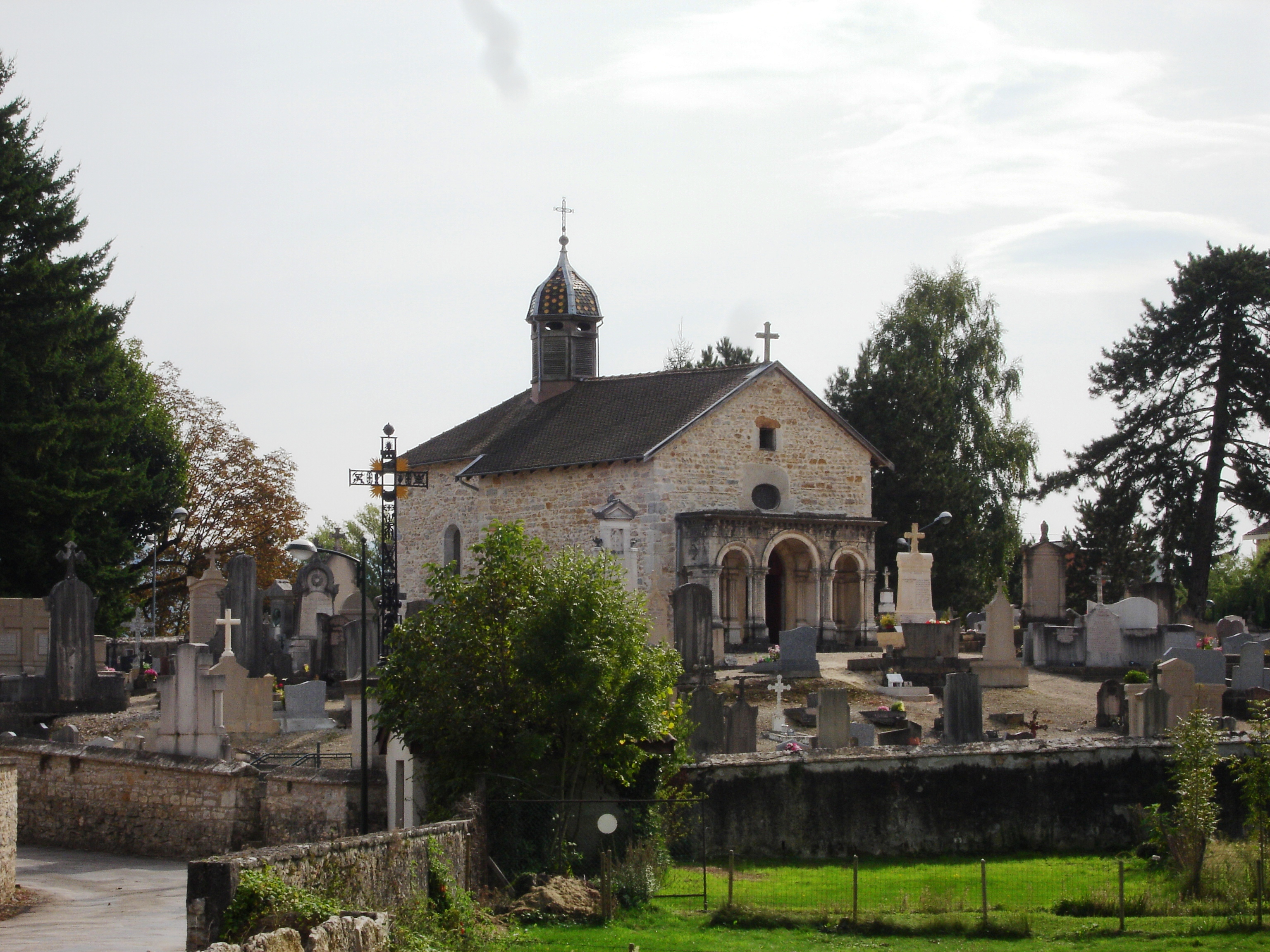
Часовня Пластр-де-ла-Круа и кладбище
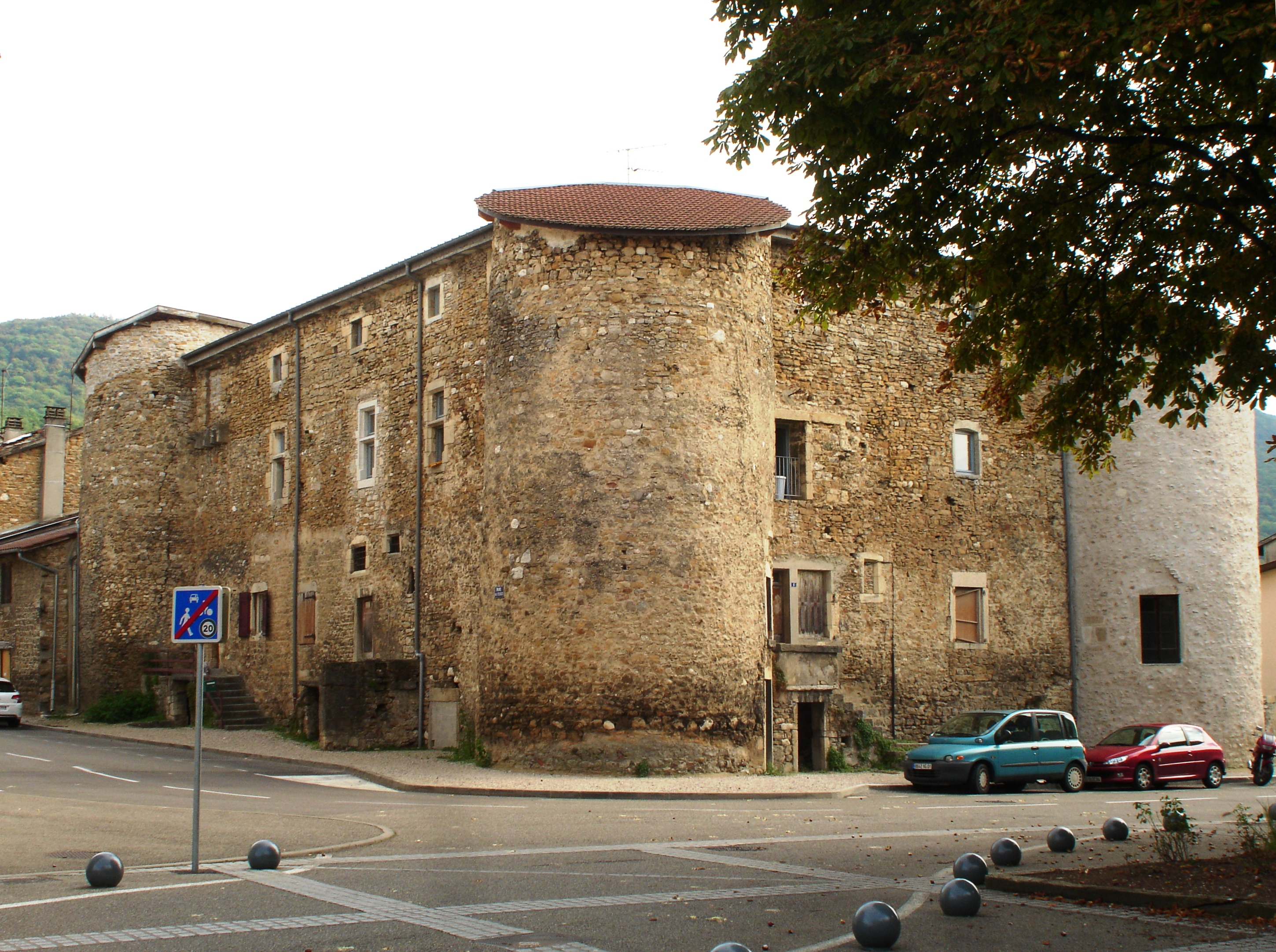
Замок Монферран
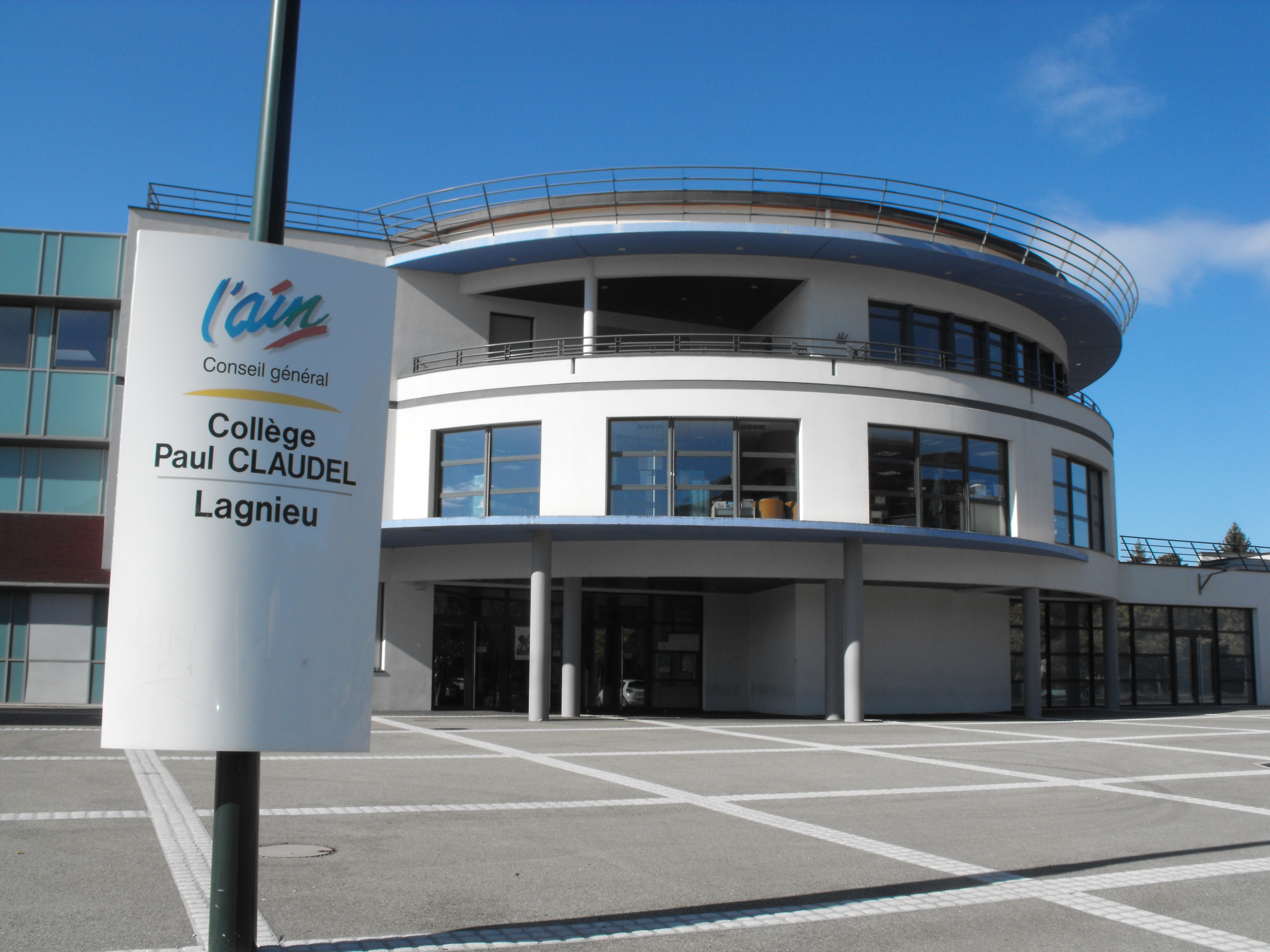
Коллеж Поля Клоделя
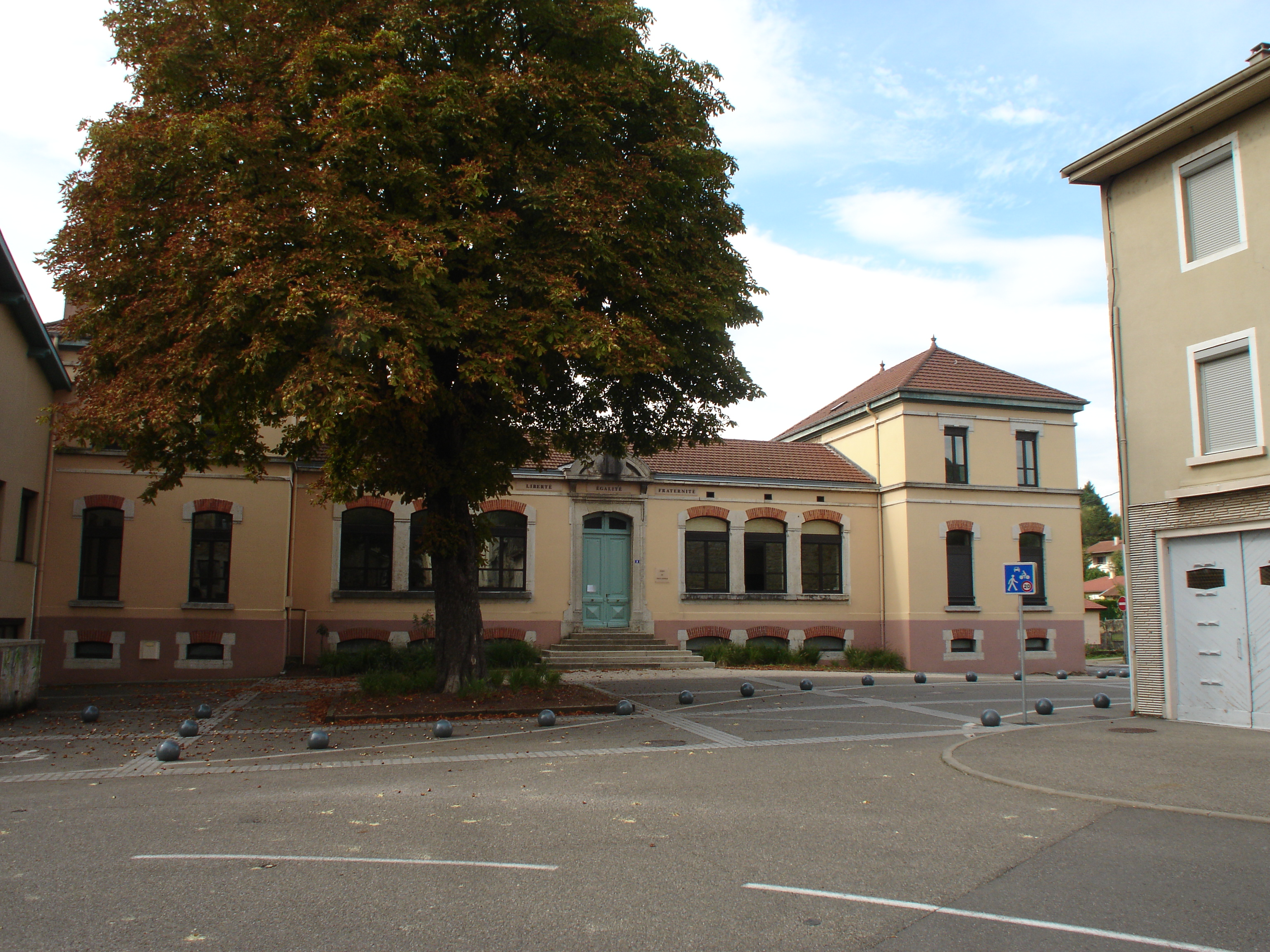
Школа